# 大垣市立安井小学校
大垣市立安井小学校（おおがきしりつ やすいしょうがっこう）は、岐阜県大垣市にある市立小学校。

## 概要
- 通学区域は二葉町3丁目（一部）・4-8丁目、羽衣町3丁目（一部）・4-8丁目、恵比寿町3丁目（一部）、恵比寿町北4-8丁目、恵比寿町南4-8丁目、花園町3丁目（一部）・4-8丁目、長井町、江崎町、長沢町1-10丁目、安井町1-7丁目、新長沢町1-5丁目、寿町、東前町、東前1-5丁目、大井1-4丁目、禾森1-3丁目、新田町1・2丁目、築捨町1-5丁目、犬ケ渕町、南頬町1丁目（一部）・4丁目（一部）・5丁目（一部）、田口町、問屋町である。公立中学校の進学先は3つの中学校に分かれ、北部の区域は大垣市立東中学校、中部の区域は大垣市立南中学校、南部の区域は大垣市立江並中学校である[1]。尚、安井小学校の通学区域は特別区域に指定されており、希望があれば住居の区域に関係なくこの3つの中学校から選択も可能である。

## 沿革
- 1875年（明治8年） - 禾森村に南耕義校が開校。校区は禾村、東前村、犬ケ渕村、高橋村、江崎村、世安村[注釈 1]。
- 1878年（明治11年） - 新築移転。禾森学校に改称する。
- 1886年（明治19年） - 禾森簡易科小学校に改称する。
- 1897年（明治30年） - 禾森村、東前村、築捨村、高橋村、長沢村、江崎村が合併し、安井村が発足。同時に安井尋常小学校に改称する。
- 1936年（昭和11年）6月1日 - 安井村が大垣市へ編入される。
- 1941年（昭和16年） - 安井国民学校に改称する。
- 1947年（昭和22年） - 大垣市立安井小学校に改称する。
- 1951年（昭和26年） - 校舎（鉄筋コンクリート造）が完成。
- 1971年（昭和46年） - 校舎を増築。
- 1973年（昭和48年） - 校舎を増築。
- 1980年（昭和55年） - 校舎を増築。
- 1994年（平成6年） - 体育館が完成。